# 帕爾帕塔區
帕爾帕塔區（西班牙語：Distrito de Pallpata），是秘魯的一個區，位於該國南部庫斯科大區的埃斯皮納爾省，始建於1917年11月17日，面積815.56平方公里，海拔高度3,980米，2005年人口6,367，人口密度每平方公里7.8人。